# Flobrigis
Flobrigis, mort en 737, est, à partir de 730 environ, le deuxième successeur de saint Rupert et, en tant que tel, évêque de Salzbourg et abbé du monastère de Saint-Pierre.

## Biographie
Peu d'informations authentiques sur Flobigris sont parvenues. Il est également connu en latin sous le nom de Flobargisus. La (ré)organisation des évêchés bavarois, planifiée dès 716, est encore reportée et n'est mise en œuvre que sous son successeur. Flobrigis était vraisemblablement d'origine anglo-saxonne.